# University of California, Merced

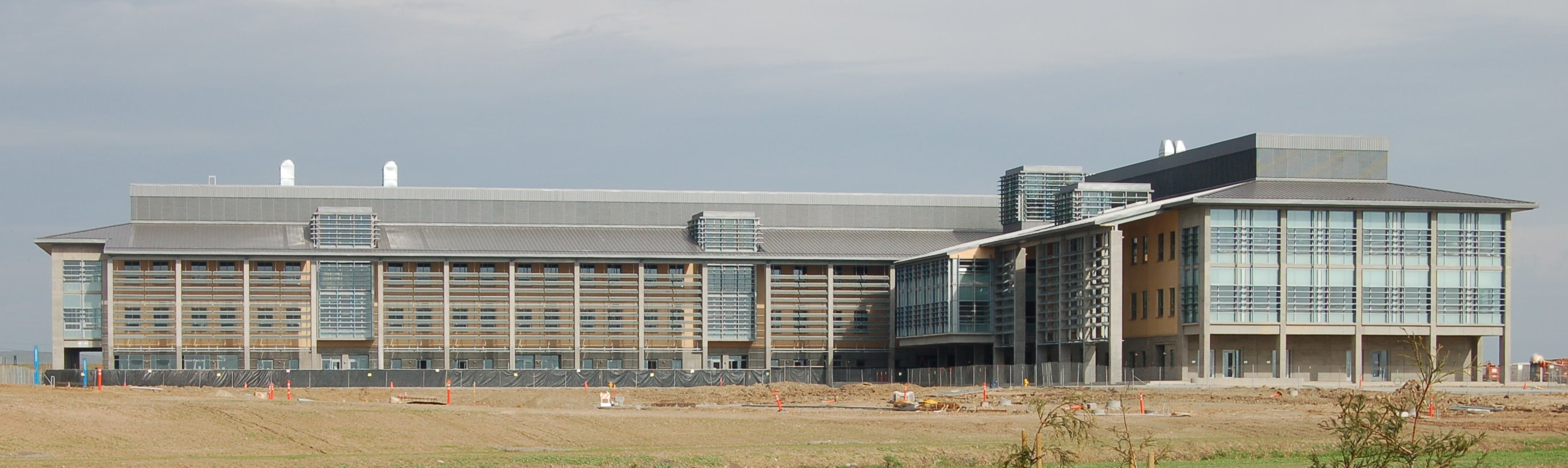
Science and Engineering Gebäude

Die University of California, Merced (UC Merced) ist der zehnte Campus der University of California. Der Ort Merced liegt im San Joaquin Valley in Kalifornien. Die Einweihungsfeier fand statt am 25. Oktober 2002, der erste Vorlesungstag war der 6. September 2005. UC Merced ist die erste amerikanische Forschungs-Universität, die im 21. Jahrhundert gebaut wurde. Derzeit (November 2016) sind 7336 Studenten eingeschrieben.
Wie alle UC-Campus wird auch UC Merced von einem Kanzler geleitet. Amtsinhaber seit der Gründung 1999 ist Carol Tomlinson-Keasey.